# Ryongch’ŏn
Ryongch’ŏn (kor. 룡천군, Ryongch’ŏn-gun) – powiat w Korei Północnej, w północno-zachodniej części prowincji P’yŏngan Północny. W 2008 roku liczył 135 634 mieszkańców. Graniczy z powiatami Sindo na zachodzie, P’ihyŏn na wschodzie, Yŏmju na południu, a także z miastem Sinŭiju na północy. Przez powiat przebiega linia kolejowa P’yŏngŭi, łącząca stolicę Korei Północnej, Pjongjang ze znajdującym się w północno-zachodniej części kraju miasta Sinŭiju, a dalej z siecią kolejową Chin.

## Historia
Przed wyzwoleniem Korei spod okupacji japońskiej powiat składał się z 12 miejscowości (kor. myŏn) oraz 157 wsi (kor. ri). W obecnej formie powstał w wyniku gruntownej reformy podziału administracyjnego w grudniu 1952 roku. W jego skład weszły wówczas tereny należące wcześniej do miejscowości Ryong’am, Pukjung, Yangha, Yangsŏ, Tongha, Sindo, Pura (7 wsi), Yanggwang (3 wsie), a także 13 wsi należących poprzednio do miasta Sinŭiju. Powiat Ryongch’ŏn składał się wówczas z jednego miasteczka (Ryongch’ŏn-ŭp) i 29 wsi. W 1988 roku z terenu powiatu Ryongch’ŏn wydzielono teren nowo powstałego powiatu Sindo, składającego głównie z wysepek, z wyspą Pidam na czele.

## Katastrofa kolejowa
W kwietniu 2004 w pobliżu stacji kolejowej Ryongch’ŏn miała miejsce katastrofa kolejowa po wybuchu, do którego doszło prawdopodobnie po zderzeniu dwóch pociągów towarowych ciągnących cysterny z łatwopalnymi substancjami. Według różnych szacunków, w następstwie eksplozji mogły zginąć nawet trzy tysiące osób.

## Podział administracyjny powiatu
W skład powiatu wchodzą następujące jednostki administracyjne:
| Nazwa jednostki administracyjnej | Rodzaj jednostki administracyjnej | Hangul         | Hancha         |
| -------------------------------- | --------------------------------- | -------------- | -------------- |
| Ryongch’ŏn-ŭp                    | miasteczko                        | 룡천읍         | 龍川邑         |
| Pukjung-rodongjagu               | dzielnica robotnicza              | 북중로동자구   | 北中勞動者區   |
| Ryong’am-rodongjagu              | dzielnica robotnicza              | 룡암포로동자구 | 龍岩浦勞動者區 |
| Jinhŭng-rodongjagu               | dzielnica robotnicza              | 진흥로동자구   | 辰興勞動者區   |
| Sandu-ri                         | wieś                              | 산두리         | 山斗里         |
| Sŏbuk-ri                         | wieś                              | 서북리         | 西北里         |
| Tongsin-ri                       | wieś                              | 동신리         | 東新里         |
| Sin’am-ri                        | wieś                              | 신암리         | 新岩里         |
| Ryongsong-ri                     | wieś                              | 룡송리         | 龍松里         |
| Yangsŏ-ri                        | wieś                              | 양서리         | 楊西里         |
| Kyŏn’il-ri                       | wieś                              | 견일리         | 見一里         |
| Ryong’yŏn-ri                     | wieś                              | 룡연리         | 龍淵里         |
| Ssanghak-ri                      | wieś                              | 쌍학리         | 雙鶴里         |
| Susŏng-ri                        | wieś                              | 수성리         | 秀城里         |
| Tŏkhŭng-ri                       | wieś                              | 덕흥리         | 德興里         |
| Sŏsŏk-ri                         | wieś                              | 서석리         | 西石里         |
| Tŏksŭng-ri                       | wieś                              | 덕승리         | 德升里         |
| Jangsan-ri                       | wieś                              | 장산리         | 長山里         |
| Inhŭng-ri                        | wieś                              | 인흥리         | 仁興里         |
| Hakhŭng-ri                       | wieś                              | 학흥리         | 鶴興里         |
| Ssangnyong-ri                    | wieś                              | 쌍룡리         | 雙龍里         |
| Tongha-ri                        | wieś                              | 동하리         | 東下里         |
| Ohŭng-ri                         | wieś                              | 오흥리         | 五興里         |